# Strychnos jobertiana
Strychnos jobertiana är en tvåhjärtbladig växtart som beskrevs av Henri Ernest Baillon. Strychnos jobertiana ingår i släktet Strychnos och familjen Loganiaceae. Inga underarter finns listade i Catalogue of Life.